# Bully Hills
Die unter Schutz stehenden Bully Hills (nicht zu verwechseln mit dem Bully Hill bei Market Rasen) sind eine bronzezeitliche Rundhügelnekropole, südöstlich von Tathwell in Lincolnshire in England.
Die Südwest-Nordost orientierten Bully Hills bilden eine Reihe von sieben Grabhügeln, entlang eines Hügelkamms. Sechs liegen dicht beieinander und bilden eine etwa 120 Meter lange Reihe. Der siebte Hügel der Gruppe liegt etwa 225 Meter entfernt im Nordosten. Während die Hügel Nr. 1, 5 und 6 nur 1,0 bis 1,5 Meter hoch sind, ist der höchste Hügel (Nr. 4) etwa 3,0 Meter hoch und Hügel Nr. 2 nur wenig niedriger. Hügel Nr. 3 ist etwa 2,0 Meter hoch. Ihre Durchmesser reichen von etwa 25,0 Metern (Nr. 3) bis zu 12,0 Metern für die Hügel Nr. 1, 5 und 6. Hügel Nr. 7 liegt unerklärlicherweise weit von der Hauptgruppe entfernt, aber auf derselben Linie. Er ist etwa 3,0 Meter hoch und hat einen Durchmesser von etwa 16,0 Metern.
Die Bully Hills können von Westen aus einiger Entfernung gesehen werden. Die Gruppe liegt etwa auf halber Hanghöhe, während Hügel Nr. 7 nahe der Kuppe liegt. Es könnte sein, dass der Hügel Nr. 7 zuerst errichtet wurde und die anderen Hügel später hinzugefügt wurden.
Es gibt keine Aufzeichnungen über Ausgrabungen oder Funde auf dem Gelände, aber Hügel nr. 3 weist Spuren von Grabungen oder Plünderungen auf, die zu einer Lücke im Nordwesten und einem Krater an seiner Spitze geführt haben und es könnte sein, dass dieser Hügel einst höher war als der Rest der Gruppe.
Ein gut erhaltener großer Rundhügel mit Namen Bully Hill liegt neben der Straße B1225, der „High Street“ bei Tealby in Lincolnshire.